# Xã Sheyenne, Quận Richland, Bắc Dakota
Xã Sheyenne (tiếng Anh: Sheyenne Township) là một xã thuộc quận Richland, tiểu bang Bắc Dakota, Hoa Kỳ. Năm 2010, dân số của xã này là 51 người.